# Szatmári római katolikus püspökök listája
A szatmári püspökök listája a Szatmári római katolikus egyházmegye püspökeit tartalmazza.

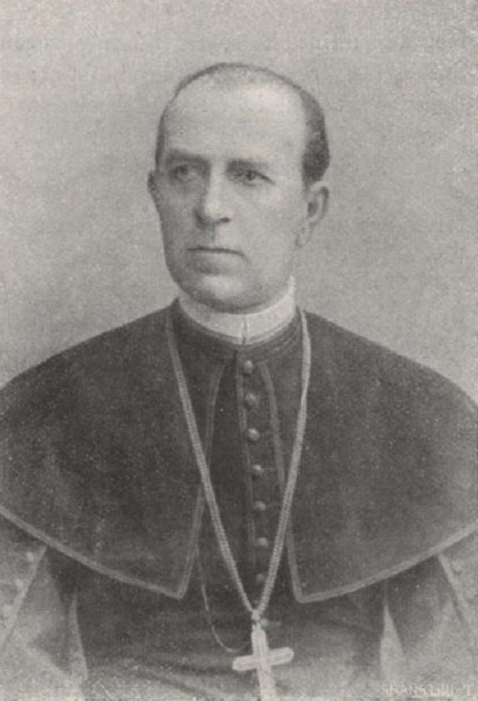
Mayer Béla

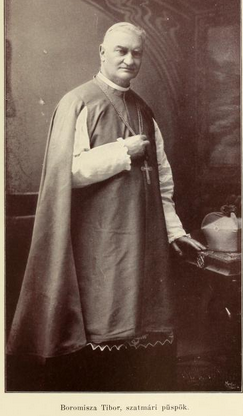
Boromisza Tibor

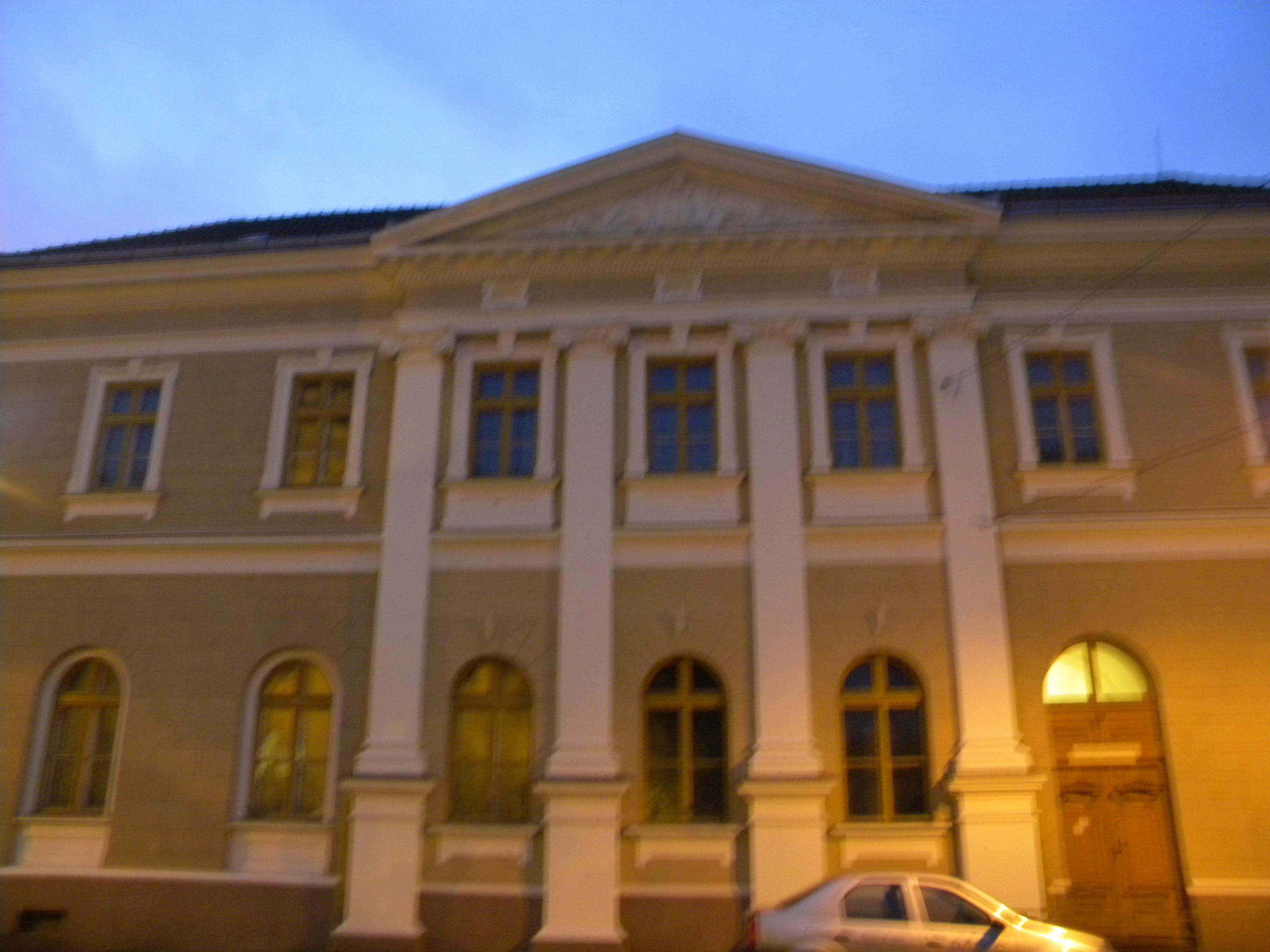
A püspöki palota egyik szárnyának főhomlokzata (egykor püspöki levéltár, ma a Hám János Római Katolikus Iskolaközpont épülete)

| Név                                                                          | Hivatali idő         | Megjegyzések |
| ---------------------------------------------------------------------------- | -------------------- | --- |
| Fischer István                                                               | 1804–1807            | későbbi egri érsek |
| Klobusiczky Péter                                                            | 1807–1821            | |
| Kovács Flórián                                                               | 1821–1825            | |
| Üresedés                                                                     | 1825–1827            | |
| Hám János                                                                    | 1827–1848            | később egy évig esztergomi érsek és hercegprímás |
| Üresedés                                                                     | 1848–1849            | |
| Hám János                                                                    | 1849–1857            | haláláig újra szatmári püspök |
| Üresedés                                                                     | 1857–1858            | |
| Dr. Haas Mihály                                                              | 1858–1866            | IX. Piusz pápa titkos kamarása |
| Dr. Bíró László                                                              | 1866–1872            | |
| Üresedés                                                                     | 1872–1873            | |
| Dr. Schlauch Lőrinc                                                          | 1873–1887            | későbbi nagyváradi püspök, majd bíboros; a kánonjog doktora |
| Üresedés                                                                     | 1887–1888            | |
| Dr. Meszlényi Gyula                                                          | 1888–1905            | |
| Dr. Mayer Béla                                                               | 1905–1906            | |
| Dr. Boromisza Tibor                                                          | 1906–1928            | |
| Üresedés                                                                     | 1928–1930            | |
| Szabó István káptalani helynök, később apostoli kormányzó                    | 1928–1930            | apostoli kormányzó a nagyváradi és szatmári egyházmegyék egyesítése után, amíg az egyesített egyházmegye saját püspököt nem kap (1930–1941 egyesítve a nagyváradi egyházmegyével) |
| Fiedler István szatmár-nagyváradi püspök                                     | 1930–1939            | (1930–1941 egyesítve a nagyváradi egyházmegyével) |
| Márton Áron a Szatmár-Nagyváradi egyesített egyházmegye apostoli kormányzója | 1939–1942            | gyulafehérvári püspök, neki rendeli alá a Szentszék az egyesített egyházmegye kormányzását, Fiedler István püspök lemondása után (1930–1941 egyesítve a nagyváradi egyházmegyével) |
| Napholcz Pál a Szatmár-Nagyváradi egyesített egyházmegye kinevezett püspöke  | 1940                 | 1940-ben nevezik ki az egyesített egyházmegye élére, felszentelését szeptember 1-jére tűzték ki, de az augusztus 30-i bécsi döntés által előállt új helyzetre való tekintettel visszalép, és visszaadja a szentszéknek a választás jogát az újra különváló egyházmegyék élére (1930–1941 egyesítve a nagyváradi egyházmegyével) |
| Dr. Scheffler János                                                          | 1942–1952            | egyben a szétválasztott nagyváradi egyházmegye kinevezett apostoli kormányzója is (1948–1982 egyesítve a nagyváradi egyházmegyével) |
| Üresedés                                                                     | 1952–1990            | |
| Dr. Czumbel Lajos ordinárius                                                 | 1950–1951; 1956–1967 | Scheffler vértanú-püspök választott helyettese; öt évre börtönbe vetette a kommunista államhatalom (1948–1982 egyesítve a nagyváradi egyházmegyével) |
| Szvoboda Ferenc titkos ordinárius                                            | 1951–1956            | Scheffler vértanú-püspök második választott helyettese) Dr. Czumbel Lajos börtönévei alatt vezette az egyházmegyét |
| Sipos Ferenc általános helynök, majd az egyházmegye apostoli kormányzója     | 1967–1990            | (1948–1982 egyesítve a nagyváradi egyházmegyével) |
| Reizer Pál                                                                   | 1990–2002            | |
| Üresedés                                                                     | 2002–2003            | |
| Ardai L. Attila egyházmegyei kormányzó                                       | 2002–2003            | ideiglenes kormányzóként (az új püspök felszenteléséig) |
| Schönberger Jenő                                                             | 2003–                | |